# Väsby IK HK
Väsby IK Hockey är en svensk ishockeyklubb som bildades 1956 som idrottsklubben Väsby IK:s ishockeysektion. Klubben spelar sedan säsongen 2021/2022 i den tredje högsta serien, Hockeyettan, efter att säsongen dessförinnan ha åkt ur Hockeyallsvenskan. Förutom A-lag har föreningen även J20- och J18-lag, ett flertal pojk- och flicklag samt hockeyskola.

## Historia

### Tidiga år
När Väsby började spela ishockey spelade man först på en utomhusrink på gamla Optimusvallen. Till säsongen 1965/1966 nådde man Division II, som vid denna tid var den näst högsta serien. Föreningen önskade en konstfrusen isbana och efter hårt arbete med insamlingar, sponsring och uppvaktning av kommunpolitiker kunde konstisbanan byggas på Vilundavallen 1967. Premiärmatchen spelades den 10 oktober 1967 mot regerande svenska mästarna Brynäs IF och slutade med förlust med 2–15.
Väsby IK låg de kommande åren i division II. Vid serieomläggningen 1975 kvalificerade man sig för Division I som var namnet den nya andradivisionen sedan division I ersatts av Elitserien. 1976 byggdes ishallen i Upplands Väsby och Väsby IK fick bättre träningsmöjligheter och matchförhållanden. Hallen invigdes offentligt i mellandagarna 1976 med match mellan Väsby IK och Krylja Sovetov. In på 1980-talet låg Väsby IK i Division I. Per Bäckman var tränare säsongerna 1981-1983 och bland spelare återfanns namn som Roger Melin, Dan Swahn, Tord Engdahl, Per Bergman, Jens Mackegård, Håkan Persson, Mikael Winneroth och Mats Edholm.

### Elitserien 1987
Säsongen 1985/1986 anlitades Anders Sörensen som tränare och han skrev i föreningens programblad om att skapa en modern ishockey vilket innebar att han drog igång barmarksträningen redan i april. Sörensen fick fortsatt förtroende också säsongen 1986/87. Den 23 mars 1987 kvalificerade sig Väsby IK för spel i Elitserien efter segrar i playoff över Västra Frölunda HC och Hammarby IF och i kvalserien över Västerås och Örebro IK. Avancemanget var en sensation och begreppet "Vilda Väsby" myntades. I mitten av 1987 byggde Upplands Väsby kommun en helt ny läktarsektion i ishallen. Väsbys avancemang anses än idag vara en av de största sensationerna i svensk ishockey.
Få av Sveriges ishockeyexperter trodde att Väsby skulle klara sig kvar i Elitserien och de fick rätt. Inför säsongen hade Elitseriens spelformat ändrats så att de två sämsta lagen vid halvtid fick övergå till att spela i Allsvenskan, en slutspelsserie för de bästa lagen i Division I som tävlade för att ta en plats Elitserien. På 22 matcher lyckades Väsby enbart åstadkomma en vinst (6–3 hemma mot Modo Hockey) och en oavgjord match (1–1 borta mot Brynäs IF), totalt tre poäng. Väsby slutade sist och tog sig därmed bara till Allsvenskan denna gång och slutade på en femteplats vilket innebar att man flyttades tillbaka till division I.

### 1990-talet: Åter i de lägre divisionerna
Niklas Wikegård, som varit assisterande tränare under avancemanget till Elitserien, tog över som huvudtränare och Väsby IK var under flera år med och krigade i tabelltoppen i Division I. Även Bo "Kulon" Lennartsson tog hand om Väsby IK under en säsong. Nu kom också nya framgångsrika spelare fram, där de två mest kända är Per Eklund och Lars-Göran Wiklander. I division I började Väsby IK så småningom att dala, särskilt efter att Per Eklund och Lars-Göran Wiklander såldes till Huddinge IK. Ekonomin hade fått sig en törn av året i Elitserien men klubben undvek konkurs genom ett ingripande av finansmannen Lars Gullstedt.
Säsongen 1993/94 åte man ur division I ner till Division II Klubben lyckades trots det behålla en stor del av spelartruppen och med Sven-Åke Svensson som tränare lyckades man under första säsongen i division II att kvalificera sig till division I igen genom en andraplats i kvalserien. I de avgörande kvalmatcherna hade elitserierutinerade spelare som Winneroth, Bergman, Palmäng och Edholm stor betydelse. Gamle tränaren Anders Sörensen kallades in till säsongen 1995/1996, när laget var nära nedflyttningskval. 1996/1997 tvingades man däremot kvalspela för att hålla sig kvar. Klubbar som Lidingö HC och Tumba stod för motståndet och Väsby IK placerade sig bara på en tredjeplats vilket innebar nedflyttning.
Sommaren 1997 rekryterades den tidigare spelaren Leif Holmgren till föreningen som tränare. I augusti 1997 meddelade Svenska Ishockeyförbundet att Väsby IK fick en plats i division I från Wisby Islanders som dragit sig ur serien. Men många spelare hade redan lämnat och säsongen kom att innebära flera motgångar; bland annat förlorade man mot Lidingö HC med hela 1–18. I nedflyttningskvalet delade Väsby IK och Järfälla sistaplatsen och flyttades därför återigen ner till division II.
Säsongen 1999/2000 spelade Väsby IK i division I tack vare en serieomläggning. Leif Holmgren lämnade klubben och ny tränare blev Niklas Adolfsson, som togs från Vaxholm. Väsby IK värvade ett nästan helt nytt lag med 18 nya spelare. Då halva grundserien spelats hade Väsby IK inlett dåligt och Niklas Adolfsson fick lämna laget och den assisterande tränaren Rolf Tagesson tog över. Rolf fick bättre fart på laget, som slutade en poäng från spel i Allettan. Spelet i vårserien under gick bra och Väsby IK kvalificerade sig playoff till Allsvenskan ganska tidigt i serien. I playoff mötte man Tierps IF som man inte kunde besegra över två matcher.

### 2000-talet
Säsongen 2000/2001 kvalificerade sig Väsby IK för Allettan, där man klarade målsättningen att placera sig bland de fyra främsta lagen. Efter grundseriens tjugoåtta omgångar låg Väsby på tredje plats bakom Almtuna IS och Arlanda Wings. I Allettan valde tränaren Rolf Tagesson att lämna klubben. Gamle backen Jan Karlsson från Lidingö HC tog över. Väsby IK tog tre av fyra poäng av Huddinge IK samt en otippad seger hemma mot favorittyngda Mälarhöjden/Bredäng som hade Curt Lindström som tränare. Väsby IK slutade fyra i Allettan och missade kvalspelet till Allsvenskan med några poäng.
Säsongen 2001/2002 gjorde Väsby en lågbudgetsatsning, där många unga spelare hämtades från klubbar i J20 SuperElit. Ny tränare blev Håkan Strömberg. Trots det genomsnittligt mycket yngre laget var målet Allettan, vilket man klarade. De första omgångarna i Allettan låg Väsby IK bra till, men efter julen gick det sämre och Väsby IK missade kvalspelet till Allsvenskan. Man spelade bättre mot slutet av serien och tog fem av sex avslutande poäng och placerade sig till slut på en sjätte plats. Säsongen 2002/2003 hade Väsby IK på pappret ett starkt lag, men spelet fungerade ändå inte och man kallade in Håkan Strömberg i båset. Till slut lyckades man undvika nedflyttning.
Dan Svahn tog över Väsby säsongen 2003/2004 och Väsby IK slutade på tredje plats i grundserien och nådde därmed en plats i förkvalet till Allsvenskan, som Botkyrka HC vann. Säsongen 2004/2005 blev Challe Berglund ny tränare. Väsby IK spelade denna säsong 26 raka matcher utan förlust, inklusive bland två övertidsvinster mot AIK. Den sista tredjedelen av serien blev resultaten sämre för Väsby IK, som till slut hamnade på en tredje plats efter AIK och Arlanda Wings. Denna säsong satsade klubben även på att samla in pengar till en konstfrusen isbana som komplement till Renew Arena. Säsongen 2005/2006 fick klubben sin utomhusbana när ABT-rinken invigdes den 30 november 2005. A-laget nådde denna säsong vissa framgångar och slutade på en andraplats i division 1D efter Huddinge IK. Väsby IK spelade en jämn matchserie mot Borlänge HF i Playoff 1, där Borlänge HF till slut gick vidare med 2–1 i matcher.
Säsongen 2006/2007 tog Väsby IK hem segern division 1D och fick spela Allettan med tre andra topplag från andra division 1-serier. Med två poängs marginal till hårdsatsande Örebro Hockey segrade man även i Allettan. De två bästa lagen från dessa fyra allettor möttes två och två i playoff och Väsby lottades här mot Kristianstads IK och vann på bortaplan med hela 4–0 och med 7–2 i returen hemma. Därmed kvalade Väsby för första gången sedan nedflyttningen 1998 in till en direkt avgörande kvalserie. Motståndet bestod av jumbon i Hockeyallsvenskan, Huddinge IK, samt de tre andra division 1-lag som gått samma väg som Väsby: Piteå HC, Tingsryds AIF och Borås HC. Väsby gjorde i huvudsak väl ifrån sig i kvalserien. Inför sista matchen hemma mot helt avsågade jumbon Piteå hade man allt i egna händer och kunde få följa redan klara Huddinge uppåt i seriesystemet. Huddinge mötte konkurrenten Borås på bortaplan, som låg en poäng efter Väsby inför den sista omgången, men Borås tog ett snabbt grepp om sin match och vann den med 8–3. Väsby pressade på och hade efter två perioder 29–8 i skott, men bara 1–0 i mål. Tidigt i tredje perioden kom 2–0 till Väsby, men kvalnerverna höll inte. Piteå reducerade till 2–1 mitt i perioden. Kvitteringen till 2–2 kom med 2:03 kvar av ordinarie tid. Fortfarande behövde Väsby bara göra ett mål till för att kliva upp på en poäng mer än Borås, men 36 sekunder före slutsignalen gjorde i stället Piteå 2–3 och tog sin första och enda seger i hela serien. Borås gick till Hockeyallsvenskan, medan Väsby fick stanna kvar i division 1.
Säsongen 2007/2008 föll Väsby åter på målsnöret till Hockeyallsvenskan när man slutade på en fjärdeplats i kvalserien. Den sista kvalmatchen blev ödesdiger, med en förlust mot Huddinge som gick om och upp på tredje plats efter Troja-Ljungby och Mariestad. Det visade sig senare att även tredjeplatsen i kvalet räckte till Hockeyallsvenskan 2008/2009, eftersom Nyköping degraderades. Den platsen fick nu Huddinge. Från Väsbyhåll meddelades dock vid tiden för Nyköpings degradering att man inte hade ekonomi för någon allsvensk satsning kommande höst och därmed bedömde att man skulle ha tackat nej om man faktiskt hade varit trea i kvalserien och blivit erbjudna den vakanta platsen. Säsongen 2008/2009 blev ett litet misslyckande eller "mellanår", då man slutade på andra plats i division 1D och i efterföljande Allettan kom man på en 7:e och näst sista plats. 2009/10 missade man spel i Allettan med bara någon poäng och missade förstaplatsen i fortsättningsserien med en poängs marginal till Visby/Roma HK som fick kvala uppåt mot Hockeyallsvenskan.
2010/11 gick det sämre för laget och man slutade på en åttonde plats och hela 16 förluster. Detta innebar att Väsby flyttades ner till spel i division 2 Stockholm Norra. Efter en tveksam inledning på serien spelade laget upp sig och säsongen 2012/2013 spelar laget åter i Division 1.

### 2020-talet
2019/2020 vann Väsby Hockeyettan efter att ha vunnit den östra grundserien och den norra allettan och slutligen besegrat Halmstad Hammers HC med 2–1 i matcher i Hockeyettanfinalen. På grund av Covid-19-pandemin ställdes kvalspelet in och Väsby flyttades upp till Hockeyallsvenskan inför säsongen 2020/2021 som högst rankade lag i ligan.
Efter grundseriens avslut hade Väsby samlat ihop 50 poäng och låg på trettonde (näst sista) plats i tabellen, vilket innebar Play out-spel mot tabelljumbon Kristianstads IK för att få spela kvar i Hockeyallsvenskan. Efter två förluster för Väsby åkte laget ner till Kristianstad under press; man var nu tvungna att vinna tre raka matcher för att hålla sig kvar. De vann tredje och den fjärde matchen (som gick till två förlängningsperioder). Den sista matchen spelades hemma i Väsby och även den gick till två förlängningsperioder innan Kristianstad kunde avgöra och skicka ned Väsby till Hockeyettan.
Den 18:e Januari 2023 gick Väsby ut med ett pressmeddelande på sin hemsida där man informerade att Väsby IK hade inlett ett samarbete med restaurangkedjan Brödernas. Samarbetet som ska sträcka sig till 2033 med möjlighet till förlängning innebär att Väsby får utökade resurser. I utbyte har klubben gått med på att slå ihop A-Laget och Brödernas A-Lag som då spelade i division 3 till ett lag. Dessutom byter representationslaget namn från Väsby IK till Brödernas Väsby IK HK.
Den 16:e Juli 2025 gick Väsby ut med en pressrelease att man valt att återgå till sitt ursprungliga namn Väsby IK Hockey, samt att man åter skulle spela i Rött/Grönt/Vit istället för Svart med inslag av Grönt och Rött som man gjort under tiden som Brödernas/Väsby. 

## Översikt över säsonger
| Säsong    | Division            | Placering | Playoff/Kval                  |          |
| Väsby IK  | Väsby IK            | Väsby IK  | Väsby IK                      | Väsby IK |
| --------- | ------------------- | --------- | ----------------------------- | -------- |
| 1965/1966 | Division II Östra B | 6         |                               |          |
| 1966/1967 | Division II Östra B | 7         |                               |          |
| 1967/1968 | Division II Östra B | 8         |                               |          |
| 1968/1969 | Division II Östra B | 6         |                               |          |
| 1969/1970 | Division II Östra B | 6         |                               |          |
| 1970/1971 | Division II Östra B | 8         |                               |          |
| 1971/1972 | Division II Östra B | 5         |                               |          |
| 1972/1973 | Division II Östra B | 6         |                               |          |
| 1973/1974 | Division II Östra B | 4         |                               |          |
| 1974/1975 | Division II Östra   | 4         |                               |          |
| 1975/1976 | Division I Östra    | 7         |                               |          |
| 1976/1977 | Division I Östra    | 9         |                               |          |
| 1977/1978 | Division I Östra    | 4         | Playoff: Utslagna av Tingsryd |          |
| 1978/1979 | Division I Östra    | 6         |                               |          |
| 1979/1980 | Division I Östra    | 7         |                               |          |
| 1980/1981 | Division I Östra    | 6         |                               |          |
| 1981/1982 | Division I Östra    | 7         |                               |          |

| Säsong      | Division            | Placering | Vårserie                  | Playoff/Kval                                                      |
| ----------- | ------------------- | --------- | ------------------------- | ----------------------------------------------------------------- |
| 1982/1983   | Division I Östra    | 3         | 2:a i fortsättningsserien | Playoff: Besegrar Vita Hästen, utslagna av HV71                   |
| 1983/1984   | Division I Östra    | 5         | 5:a i fortsättningsserien |                                                                   |
| 1984/1985   | Division I Västra   | 6         | 4:a i fortsättningsserien |                                                                   |
| 1985/1986   | Division I Västra   | 6         | 5:a i fortsättningsserien |                                                                   |
| 1986/1987   | Division I Västra   | 3         | 1:a i fortsättningsserien | Playoff: Besegrar Västra Frölunda och Hammarby , 2:a i kvalserien |
| Väsby IK HK |                     |           |                           |                                                                   |
| 1987/1988   | Elitserien          | 12        | 5:a i Allsvenskan         | Playoff: Besegrar Timrå och Rögle, 4:a i kvalserien, nerflyttade  |
| 1988/1989   | Division I Östra    | 3         |                           | Playoff: Besegrar Boden och Hammarby, utslagna av Björklöven      |
| 1989/1990   | Division I Östra    | 4         | 2:a i fortsättningsserien | Playoff: Utslagna av Tyringe                                      |
| 1990/1991   | Division I Östra    | 3         | 1:a i fortsättningsserien | Playoff: Besegrar Sundsvall/Timrå, utslagna av Mölndal            |
| 1991/1992   | Division I Västra   | 5         | 2:a i fortsättningsserien |                                                                   |
| 1992/1993   | Division I Östra    | 8         | 6:a i fortsättningsserien |                                                                   |
| 1993/1994   | Division I Östra    | 9         | 9:a i fortsättningsserien | nerflyttade                                                       |
| 1994/1995   | Division II Östra A | 1         |                           | Playoff: Besegrar Botkyrka, 2:a i kvalserien, uppflyttade         |
| 1995/1996   | Division I Östra    | 7         | 5:a i fortsättningsserien |                                                                   |
| 1996/1997   | Division I Östra    | 7         | 7:a i fortsättningsserien | 3:a i kvalserien                                                  |
| 1997/1998   | Division I Östra    | 10        | 8:a i fortsättningsserien | 6:a i kvalserien, nerflyttade                                     |
| 1998/1999   | Division II Östra A | 5         | 3:a i fortsättningsserien | Serieomläggning, kvalificerade för nya Division 1                 |

| Säsong             | Division                     | Placering | Vårserie                  | Playoff/Kval                                                                    |
| ------------------ | ---------------------------- | --------- | ------------------------- | ------------------------------------------------------------------------------- |
| 1999/2000          | Division 1 Östra A           | 5         | 1:a i vårserien           | Playoff: Utslagna av Tierps IF                                                  |
| 2000/2001          | Division 1 Östra A           | 4         | 4:a i Allettan Östra      |                                                                                 |
| 2001/2002          | Division 1 Östra A           | 3         | 6:a i Allettan Östra      |                                                                                 |
| 2002/2003          | Division 1 Östra A           | 5         | 2:a i vårserien           |                                                                                 |
| 2003/2004          | Division 1 Östra             | 3         | 5:a i Allettan Östra      |                                                                                 |
| 2004/2005          | Division 1 Östra             | 3         |                           |                                                                                 |
| 2005/2006          | Division 1D                  | 2         |                           | Playoff: Utslagna av Borlänge                                                   |
| 2006/2007          | Division 1D                  | 1         | 1:a i Allettan Östra      | Playoff: Besegrar Kristianstad 3:a i kvalserien till Hockeyallsvenskan.         |
| 2007/2008          | Division 1D                  | 2         | 1:a i Allettan Mellan     | Playoff: Besegrar Östersund/Brunflo IF 4:a i kvalserien till Hockeyallsvenskan. |
| 2008/2009          | Division 1D                  | 2         | 7:a i Allettan Mellan     |                                                                                 |
| 2009/2010          | Division 1D                  | 6         | 2:a i vårserien           |                                                                                 |
| 2010/2011          | Division 1D                  | 8         | 6:a i fortsättningsserien | 5:a i kvalserie D, nerflyttade                                                  |
| 2011/2012          | Division 2 Norra, Region Öst | 2         | 2:a i Alltvåan            | 2:a i kvalserie D, uppflyttade                                                  |
| 2012/2013          | Division 1D                  | 5         | 2:a i fortsättningsserien |                                                                                 |
| 2013/2014          | Division 1D                  | 6         | 2:a i fortsättningsserien |                                                                                 |
| 2014/2015          | Hockeyettan Östra            | 6         | 6:a i vårserien           |                                                                                 |
| 2015/2016          | Hockeyettan Östra            | 9         | 4:a i vårserien           |                                                                                 |
| 2016/2017          | Hockeyettan Östra            | 4         | 4:a i Allettan Norra      | Playoff: Besegrar Tranås, utslagna av Piteå.                                    |
| 2017/2018          | Hockeyettan Östra            | 4         | 9:a i Allettan Södra      |                                                                                 |
| 2018/2019          | Hockeyettan Östra            | 3         | 6:a i Allettan Norra      | Playoff: Utslagna av Forshaga                                                   |
| 2019/2020          | Hockeyettan Östra            | 1         | 1:a i Allettan Norra      | Hockeyettanfinalen: Besegrar Halmstad, uppflyttade                              |
| 2020/2021          | Hockeyallsvenskan            | 13        |                           | Play out: Utslagna av Kristianstad, nerflyttade                                 |
| 2021/2022          | Hockeyettan Östra            | 3         | 3:a i Allettan södra      | Slutspel: Besegrar Lindlöven och Vimmerby, 2:a i kvalserien                     |
| 2022/2023          | Hockeyettan Östra            | 1         | 1:a i Allettan Norra      | Slutspel: Besegrar Halmstad Hammers, 3:a i kvalserien                           |
| Brödernas/Väsby IK |                              |           |                           |                                                                                 |
| 2023/2024          | Hockeyettan Östra            | 2         | 6:a i Allettan            | Slutspel: Besegrar Mariestad och Lindlöven 4:a i kvalserien                     |
| 2024/2025          | Hockeyettan Östra            | 3         | 2:a i Allettan            | Slutspel: Besegrar Piteå utslagna av Sundsvall                                  |
| Väsby IK HK        |                              |           |                           |                                                                                 |
| 2025/2026          | Hockeyettan Norra            |           |                           |                                                                                 |

Tabellerna ovan bygger på säsongsartiklarna länkade i kolumnen Division samt på statisttik från Svenska Ishockeyförbundet. Att Väsby IK HK blev en självständig förening 1987 bygger på föreningens registereringdatum och föreningens historieskrivning.

Amärkningar
1. ↑  Tredjeplaceringen innebar egentligen nerflyttning, men då Wisby Islanders gick i konkurs övertog Väsby deras plats i serien.[8]
2. ↑  Kvalserien ställdes in p.g.a. Coronapandemin, men som segrare i Hockeyettanfinalen rankades Väsby som första lag att flyttas när det blev en plats ledig.

## Kända spelare och ledare
Spelare som har spelat i klubben är bland annat: 
- Emil Berglund
- Farzad Khojasteh
- Lars-Göran Wiklander
- Mats Lindberg
- Oscar Dansk
- Patric Hörnqvist
- Roger Melin
- Tobias Björnfot
- Tobias Liljendahl
- Ulf Isaksson
- Carl Åsell
- Andreas Paulsson
- Rasmus Sörgardt

Tränare som har varit i klubben:
- Charles Berglund
- Niklas Wikegård
- Roger Melin

Materialare:
- Hannu "Honta" Heinola gjorde sin första säsong i klubben 1970/1971. Han gjorde 50 raka säsonger som materialare. [19]